# Itame nubilata
Itame nubilata är en fjärilsart som beskrevs av W. Warren 1904. Itame nubilata ingår i släktet Itame och familjen mätare. Inga underarter finns listade i Catalogue of Life.